# Zach Tyler Eisen
Zach Tyler Eisen (Stamford, Connecticut, Estados Unidos, 25 de septiembre de 1993), a veces acreditado como Zachary Tyler, es un actor de voz estadounidense retirado, reconocido por interpretar la voz de Aang en Avatar: la leyenda de Aang.

## Biografía
Zach Tyler Eisen ha estado suministrando las voces de muchos personajes animados desde la edad de cuatro años. Apareció como invitado en The Tonight Show con Jay Leno ya que Zach apareció en un comercial de Rice Krispies de Kellogg's. 
Zach obtiene ayuda de Andrea Romano para llegar al papel de "Aang" en Avatar y, sobre todo, con las emociones de sus personajes. También ha sido la voz de diálogos de Pablo de Backyardigans en la primera temporada. Zach ha recibido altos honores en todas las áreas académicas en su escuela intermedia. Le gusta tocar la guitarra eléctrica y el hockey sobre hielo.
Él actualmente asiste la Escuela secundaria Cloonan y estará en el 8.º grado este año.
Él hace la voz del avatar (Aang).

## Papeles
- Doraemon Nobita To Midori No Kyojinden (Kibo) (2008)
- The Ant Bully (Lucas Nickle) (2006)
- Avatar: La Leyenda de Aang (Aang) (2005-2008)
- The Backyardigans (Pablo el Pingüino) (2004-2006)
- Pequeño Bill (Andrew)